# Santiago Llano Grande
Santiago Llano Grande es una localidad del estado mexicano de Oaxaca. Es cabecera del municipio de Santiago Llano Grande.

## Demografía
| Censo | Población |
| ----- | --------- |
| 1900  | 642       |
| 1910  | 680       |
| 1921  | 127       |
| 1930  | 793       |
| 1940  | 598       |
| 1950  | 1094      |
| 1960  | 1108      |
| 1970  | 1369      |
| 1980  | 1452      |
| 1990  | 1809      |
| 1995  | 1874      |
| 2000  | 1724      |
| 2005  | 1698      |
| 2010  | 1880      |
| 2020  | 1940      |